# Duliajan No. 1
Duliajan No. 1 è una suddivisione dell'India, classificata come census town, di 5.320 abitanti, situata nel distretto di Dibrugarh, nello stato federato dell'Assam. In base al numero di abitanti la città rientra nella classe V (da 5.000 a 9.999 persone).

## Geografia fisica
La città è situata a 27° 22' 0 N e 95° 19' 0 E e ha un'altitudine di 110 m s.l.m..

## Società

### Evoluzione demografica
Al censimento del 2001 la popolazione di Duliajan No. 1 assommava a 5.320 persone, delle quali 2.811 maschi e 2.509 femmine. I bambini di età inferiore o uguale ai sei anni assommavano a 562, dei quali 285 maschi e 277 femmine. Infine, coloro che erano in grado di saper almeno leggere e scrivere erano 4.109, dei quali 2.276 maschi e 1.833 femmine.